# Flatsjön, Värmland
Flatsjön är en sjö i Sunne kommun i Värmland och ingår i Göta älvs huvudavrinningsområde. Sjön har en area på 0,446 kvadratkilometer och ligger 182,1 meter över havet.

## Delavrinningsområde
Flatsjön ingår i det delavrinningsområde (664716-134339) som SMHI kallar för Inloppet i Norra Lersjön. Medelhöjden är 217 meter över havet och ytan är 22,37 kvadratkilometer. Det finns inga avrinningsområden uppströms utan avrinningsområdet är högsta punkten. Lerälven (Flatsjöälven) som avvattnar avrinningsområdet har biflödesordning 3, vilket innebär att vattnet flödar genom totalt 3 vattendrag innan det når havet efter 333 kilometer. Avrinningsområdet består mestadels av skog (79 procent). Avrinningsområdet har 0,52 kvadratkilometer vattenytor vilket ger det en sjöprocent på 2,3 procent.